# Río Yara
El río Yara es un curso de agua del este de la isla de Cuba. Discurre por la provincia de Granma.

## Descripción
Nace en la sierra Maestra y fluye en dirección noroeste, hasta terminar desembocando al norte de Manzanillo, en el golfo de Guacanayabo. Aparece descrito en el cuarto tomo del Diccionario geográfico, estadístico, histórico, de la isla de Cuba de Jacobo de la Pezuela de la siguiente manera:

Yara. (rio) Famosa corriente que nace en la sierra Maestra, en la divisoria de su partido con el de Jibacoa. Corre al N. 3 leguas hasta el Monte de las Guasumillas, hatos de Anton Sanchez, al través de valles, cañadas y otras quebraduras poco conocidas; dobla luego al O. hasta el hato nuevo de Anton Sanchez, 1/4 de legua; y ya en el Part.º de Yara, que atraviesa de N. á S. pasando por el Zarzal y Yara-Arriba, que deja á su derecha, sale con el propio rumbo septentrional hácia el Part.º de Yaribacoa; recorre el camino del Manzanillo al Bayamo, y señalando desde ese punto la divisoria entre el partido citado y el rural de su nacimiento, dobla un poco al O., desagua en el rada de Manzanillo, junto á la punta del Yara y á una milla al N. de la villa, despues de dividirse en dos brazos [...]
(Pezuela, 1866, p. 681)